# Патрік Каулі
Патрік Каулі (англ. Patrick Cowley; 19 жовтня 1950, Буффало, штат Нью-Йорк, — 12 листопада 1982, Сан-Франциско, Каліфорнія) — американський музикант і композитор. Працював у жанрах диско і гай-енерджі. Він, як і Джорджо Мородер, вважається піонером електронної танцювальної музики.

## Ранні роки
Патрік Каулі народився в Буффало, у сім'ї Еллен і Кеннета Каулі. В юнацькі роки був досить непоганим барабанщиком, завдяки чому часто грав у місцевих аматорських колективах ще до вступу в Niagara University і Університет Буффало. У 1971 році 20-річний Каулі відправляється в Сан-Франциско і поступає в City College of San Francisco, щоб вивчати музику, гру на синтезаторі.

## Кар'єра у музиці
Наприкінці 70-х Каулі знайомиться зі співаком Сильвестером. Почувши кілька записів музиканта, він запрошує Каулі у свій студійний гурт.
1981 році Патрік Каулі записує треки «Menergy», що одержав широкий відгук у гей-спільноті, та «Megatron Man», які займають в чарті Billboard Hot Dance Music/Club Play 1982 року 1-ше і 2-ге місця відповідно. У тому ж році він стає діджеєм на вечірках у клубі The EndUp у Сан-Франциско і пише музику для Пола Паркера, співака з Сан-Франциско, чий сингл Right on Target стає 1-м у Hot Dance Music/Club Play 1982 року.
У співпраці із Сильвестером Каулі записує трек Do You Wanna Funk, що займає 4-те місце в чарті Billboard, і створює ремікс на трек Донни Саммер I Feel Love, що нині є колекційним раритетом. Останній альбом музиканта Mind Warp був написаний під впливом тривоги, викликаної прогресом ВІЛ. Композиції альбому відображають стан автора в міру прогресу хвороби. Каулі випустив лише три альбоми, проте багато гуртів і виконавців, наприклад Pet Shop Boys і New Order, визнають вплив музиканта на свою творчість як основне.
Каулі написав і спродюсував пісні для багатьох музикантів із Сан-Франциско, включаючи своїх друзів: Пола Паркера і Френка Ловерда, а також Kat Mandu, Maurice Tani та Linda Imperial.
У 2009 році вийшов альбом Каулі та співака Йорге Сокарраса Catholic, який був записаний у 1976 році.

## Смерть
Наприкінці 1981 року, під час світового туру спільно із Сильвестером, Каулі поскаржився на сильне нездужання. Після повернення в США музикант відвідав лікаря, який поставив помилковий діагноз — харчове отруєння. Тиждень за тижнем стан Каулі погіршувався, але лікарі були не в змозі виявити причину хвороби. ВІЛ ще не був відомий, тому подібні складнощі при діагностиці виникали повсюдно. У 1982 році Каулі був виписаний із лікарні, оскільки лікарі не знали, чим можна було допомогти пацієнту.
Після виписки музикант продовжив роботу над своїм альбомом Mind Warp і над альбомом Сильвестера All I Need, який згодом був перейменований у Do Ya Wanna Funk після того, як однойменний хіт потрапив у чарт. Останніми роботами музиканта стали два треки для співачки Сари Даш.
Патрік Каулі помер у себе вдома в Сан-Франциско 12 листопада 1982 року, ставши однією з перших жертв СНІДу. Йому було 32 роки.

## Дискографія

### Альбоми
- Menergy (1981)
- Megatron Man (1981)
- Mind Warp (1982)
- Catholic (2009 — записаний 1976—1979)
- School Daze (2013 — записаний 1973—1981)[3]
- Kickin' In (2015 — записаний 1975—1978)[3]
- Muscle Up (2015 — записаний 1973—1981)[3]
- Candida Cosmica (2016 — записаний 1973—1975)[3]
- Afternooners (2017 — записаний в 1982)[3]

### Співпраця
- «Right On Target», Paul Parker (1982)
- «Die Hard Lover», Frank Loverde (1982)
- «Do You Wanna Funk», Sylvester (1982)
- «Tech-no-logical world», Paul Parker (1982)